# Nemocnice Tišnov
Nemocnice Tišnov je zdravotnické zařízení v Tišnově v okrese Brno-venkov. Sídlí v areálu tzv. Staré nemocnice, tedy bývalého vodoléčebného sanatoria vodoléčby v Purkyňově ulici, a disponuje 95 lůžky. Nemocnice funguje jako příspěvková organizace Jihomoravského kraje.

## Historie
Hlavní budova tišnovské nemocnice byla v historizujícím slohu postavena v letech 1899–1900, kdy zde místní lékař František Kuthan nechal podle projektu Karla Huga Kepky vybudovat sanatorium a vodoléčebný ústav. Areál byl posléze rozšiřován: roku 1907 byly postaveny vzdušné lázně, roku 1913 byla na jižní straně přistavěna veranda. V letech 1929–1930 bylo postaveno východní křídlo, roku 1939 bylo přistavěno oddělení vodoléčby a leháren, v roce 1943 došlo k přestavbě podkroví na druhé patro. Budovy sanatoria byly do meziválečného období obklopeny zelinářskou a ovocnářskou zahradou s kaplí Panny Marie Lurdské, která však byla v dalších desetiletích postupně změněna na park.
Kuthanově rodině patřilo sanatorium do roku 1948, kdy jej začal spravovat Svaz nemocenských pojišťoven v Praze. V roce 1957 bylo sanatorium změněno na nemocnici. Areál byl po roce 1989 vrácen Kuthanovým potomkům, od roku 2000 ho vlastnil stát, později přešel do majetku Jihomoravského kraje.
V 10. letech 21. století vznikl projekt celkové rekonstrukce nemocnice, která začala na podzim 2016. Naproti přes ulici, v místě areálu autodopravy nemocnice, byl navržen nový dvoupodlažní ambulantní trakt. V samotném areálu má být východní křídlo z konce 20. let 20. století zbořeno a nahrazeno samostatně stojícím pětipodlažním pavilonem. Nakonec má dojít k úpravám interiéru nejstaršího, tzv. Kuthanova pavilonu, kde má být centrum zdravotních a sociálních služeb pro důchodce. Celkové náklady měly dosáhnout přibližně 500 milionů korun. Stavba nového ambulantního traktu začala v roce 2019 a k zahájení jeho zkušebního provozu došlo v listopadu 2021.
Část nemocnice (objekt původního sanatoria z konce 19. století a funkcionalistické východní křídlo) byla památkově chráněna, v roce 2015 o tuto ochranu deklaratorním rozhodnutím přišla (v roce 2020 Ministerstvo kultury České republiky rozhodlo, že zápis objektu do státního seznamu kulturních památek z roku 1989 proběhl opožděně, takže památková ochrana skončila 31. prosince 1987). Roku 2017 byla památková ochrana části areálu (staré budovy a kaple se schodištěm) obnovena.